# Fujiyama (navire)

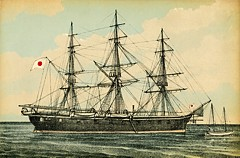
Fujiyama

Le Fujiyama (富士山) était une frégate à vapeur japonaise de la Marine du Bakufu. Construite à New York aux États-Unis en 1864, elle fut acquise par le Bakufu le 28 avril 1868. Elle a été équipée de roues à aubes pour la propulsion, et d'un canon à l'avant, une façon de faire qui était déjà désuète à ce moment-là.
Elle fut l'un des quatre bateaux remis par Takeaki Enomoto aux forces impériales, avant qu'il ne se sauve à Hokkaidō, arguant que son exécution n'aurait pas été aussi impressionnante qu'il l'aurait voulu. Après la restauration de Meiji, elle a été incorporée dans la récente Marine impériale japonaise en juillet 1869. Elle est devenue un navire de 4e classe (四等艦) le 15 novembre 1871, et de 3e classe le 20 novembre 1874. Elle a ensuite été seulement employée comme bateau de formation, jusqu'à ce qu'elle soit désarmée le 10 mai 1889. Elle a été vendue morceau par morceau en 1896.